# Stanisław Brzychczy

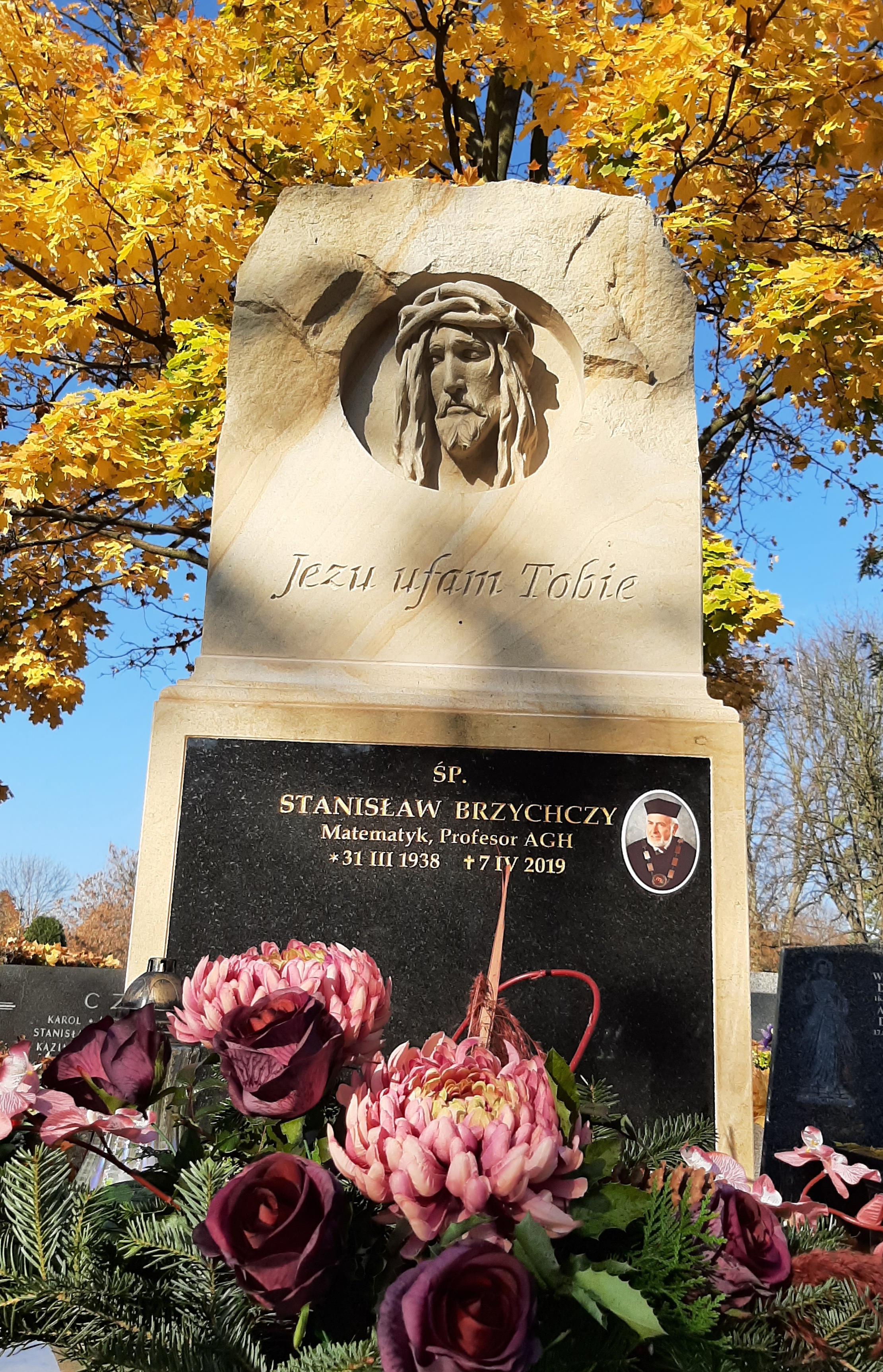
Grób na Cmentarzu Rakowickim (część przy ul. Prandoty) w Krakowie

Stanisław Zbigniew Brzychczy (ur. 31 marca 1938 w Chorzowie, zm. 7 kwietnia 2019 w Krakowie) – polski matematyk, prof. AGH.

## Działalność naukowa
W 1961 ukończył Uniwersytet Jagielloński. Na tej samej uczelni w 1964 roku uzyskał doktorat, a w 1996 roku habilitację. Do najważniejszych wyników w dorobku Stanisława Brzychczego należy zaliczyć cykl twierdzeń o istnieniu i jednoznaczności rozwiązań I problemu początkowo-brzegowego Fouriera dla skończonych i nieskończonych układów prawie liniowych parabolicznych równań różniczkowo-funkcjonalnych typu reakcja-dyfuzja-konwekcja w obszarach ograniczonych i nieograniczonych przestrzennie w częściowo uporządkowanych przestrzeniach Banacha, konstruktywne twierdzenia o globalnym (w czasie) istnieniu i jednoznaczności rozwiązań regularnych oraz informację a priori o położeniu poszukiwanego rozwiązania.
Ponadto jest autorem twierdzenia o istnieniu rozwiązań układów (stowarzyszonych) równań eliptycznych oraz o zachowaniu asymptotycznym tych rozwiązań. Opublikował kilkadziesiąt prac w czasopismach naukowych z całego świata oraz jedną monografię w języku angielskim.

## Pełnione funkcje
- 1974–1979. p.o. kierownika a potem kierownik Zakładu Modelowania Procesów Technologicznych AGH
- 1997–2007. Kierownik Zakładu Równań Różniczkowych Wydziału Matematyki Stosowanej AGH
- od 2007. Kierownik Katedry Równań Różniczkowych Wydziału Matematyki Stosowanej AGH
- 1999–2008. Członek Senatu AGH – delegat samodzielnych pracowników nauki
- 1999–2005. Prodziekan ds. nauki Wydziału Matematyki Stosowanej AGH (dwie kadencje)
- 2005–2009. dziekan Wydziału Matematyki Stosowanej AGH

Pochowany na Cmentarzu Rakowickim (Wojskowym) w Krakowie (kwatera LXXXIV-13-2). 

## Nagrody i odznaczenia
- Srebrny Krzyż Zasługi, Złoty Krzyż Zasługi, Medal Komisji Edukacji Narodowej[4]
- Nagrodzony za działalność naukową nagrodą Polskiego Towarzystwa Matematycznego dla młodych matematyków za rok 1966.
- Jedenastokrotnie nagradzany Nagrodą Rektora AGH za prace naukowo-badawcze o charakterze podstawowym.